# العلاقات البالاوية البيلاروسية
العلاقات البالاوية البيلاروسية هي العلاقات الثنائية التي تجمع بين بالاو وروسيا البيضاء.

## مقارنة بين البلدين
هذه مقارنة عامة ومرجعية للدولتين:
| وجه المقارنة                                              | بالاو                         | روسيا البيضاء                    |
| --------------------------------------------------------- | ----------------------------- | -------------------------------- |
| المساحة (كم2)                                             | 465                           | 207.60 ألف                       |
| عدد السكان (نسمة)                                         | 21.73 ألف                     | 9.50 مليون                       |
| الكثافة السكانية (ن./كم²)                                 | 4.67 ألف                      | 45.76                            |
| العاصمة                                                   | نغيرولمود، كورور              | مينسك                            |
| اللغة الرسمية                                             | لغة إنجليزية، اللغة البالاوية | اللغة البيلاروسية، اللغة الروسية |
| العملة                                                    | دولار أمريكي                  | روبل بلاروسي                     |
| الناتج المحلي الإجمالي (بليون دولار)                      | 291.54 مليون                  | 54.44 مليار                      |
| الناتج المحلي الإجمالي (تعادل القوة الشرائية) بليون دولار | 326.12 مليون                  | 168.35 مليار                     |
| الناتج المحلي الإجمالي الاسمي للفرد دولار أمريكي          | 13.50 ألف                     | 5.74 ألف                         |
| الناتج المحلي الإجمالي للفرد دولار أمريكي                 | 14.76 ألف                     | 18.18 ألف                        |
| مؤشر التنمية البشرية                                      | 0.780                         | 0.798                            |
| رمز المكالمات الدولي                                      | +680                          | +375                             |
| رمز الإنترنت                                              | .pw                           | .by، .бел                        |
| المنطقة الزمنية                                           | ت ع م+09:00                   | ت ع م+03:00                      |

## منظمات دولية مشتركة
يشترك البلدان في عضوية مجموعة من المنظمات الدولية، منها:
| علم المنظمة | اسم المنظمة                        | تاريخ انضمام بالاو | تاريخ انضمام روسيا البيضاء |
| ----------- | ---------------------------------- | ------------------ | -------------------------- |
|             | البنك الدولي للإنشاء والتعمير      | 16 ديسمبر 1997     | 10 يوليو 1992              |
|             | منظمة حظر الأسلحة الكيميائية       | ?                  | ?                          |
|             | الأمم المتحدة                      | 15 ديسمبر 1994     | 24 أكتوبر 1945             |
|             | وكالة ضمان الاستثمار متعدد الأطراف | 16 ديسمبر 1997     | 3 ديسمبر 1992              |
|             | يونسكو                             | 20 سبتمبر 1999     | 12 مايو 1954               |
|             | مؤسسة التمويل الدولية              | 16 ديسمبر 1997     | 2 نوفمبر 1992              |

## وصلات خارجية
- موقع وزارة الخارجية البيلاروسية